# Lasia nitida
Lasia nitida là một loài Rêu trong họ Leptodontaceae. Loài này được (Lindb.) A. Jaeger mô tả khoa học đầu tiên năm 1877.